# Casper (jeu vidéo, 1996)
Pour les articles homonymes, voir Casper.
Casper est le nom de plusieurs jeux d'action-aventure dérivés du film homonyme de 1995 et mettant en scène Casper le gentil fantôme.

## Version PC/Mac
Le premier jeu dérivé du film s'intitule Casper Brainy Book et est développé par Knowledge Adventure et publié en mai 1996 par WizardWorks Software sur Windows et Mac. Le jeu s'adresse aux enfants de 4 à 8 ans et est un livre d'histoire interactif, similaire au style des Disney's Animated Storybook (en), dans lequel les joueurs lisent et jouent dans l'histoire. Le jeu comprend trois mini-jeux (« Fatso's Creature Feature », « Stretch's Shake Rattle and Roll » et « Stinkie's Peek-a-boo ») qui consistent à enseigner le vocabulaire, l'orthographe et la reconnaissance des formes. Le jeu étant destiné aux plus jeunes enfants, il n'inclut pas les éléments les plus sombres de l'histoire, comme les personnages de Carrigan ou encore du Dr Harvey. Le « Lazare » change de nom pour la « Machine », elle est décrite dans le jeu comme transformant un fantôme en une personne.

## Version Game Boy
La version Game Boy a été développée par Bonsai Entertainment et éditée par Natsume et Laguna.

## Versions Super Nintendo
Deux jeux distincts sont publiés en 1996 et 1997 par différents éditeurs : 
- la version SNES, développée par Imagineering et éditée par Natsume,
- la version Super Famicom, Casper, développée par Natsume, et publiée, uniquement au Japon, par KSS.

## Version 3DO, PlayStation et Saturn
La version publiée par Interplay Entertainment est un jeu d'action-aventure vue de dessus avec des graphismes pré-rendus. Interplay publie le jeu sur PlayStation, Sega Saturn et sur 3DO. Dans les versions consoles, le personnage de Casper évolue dans un château où il explore les lieux en trouvant des clés. Les lieux comprennent des cadres d'images vides, le joueur doit trouver les pièces et les assembler pour révéler le portrait d'un des fantômes de la famille. Une fois le portrait assemblé, le joueur gagne une nouvelle capacité pour le personnage.